# Magnus Nilsson (politiker)
Johan Magnus Nilsson (i riksdagen kallad Nilsson i Varuträsk), född 1 oktober 1891 i Skellefteå, död 5 augusti 1960 i Uppsala, var en svensk hemmansägare och riksdagspolitiker (socialdemokrat).
Nilsson var ledamot av riksdagens andra kammare från 1944, invald i Västerbottens läns valkrets.